# 安纳波利斯县

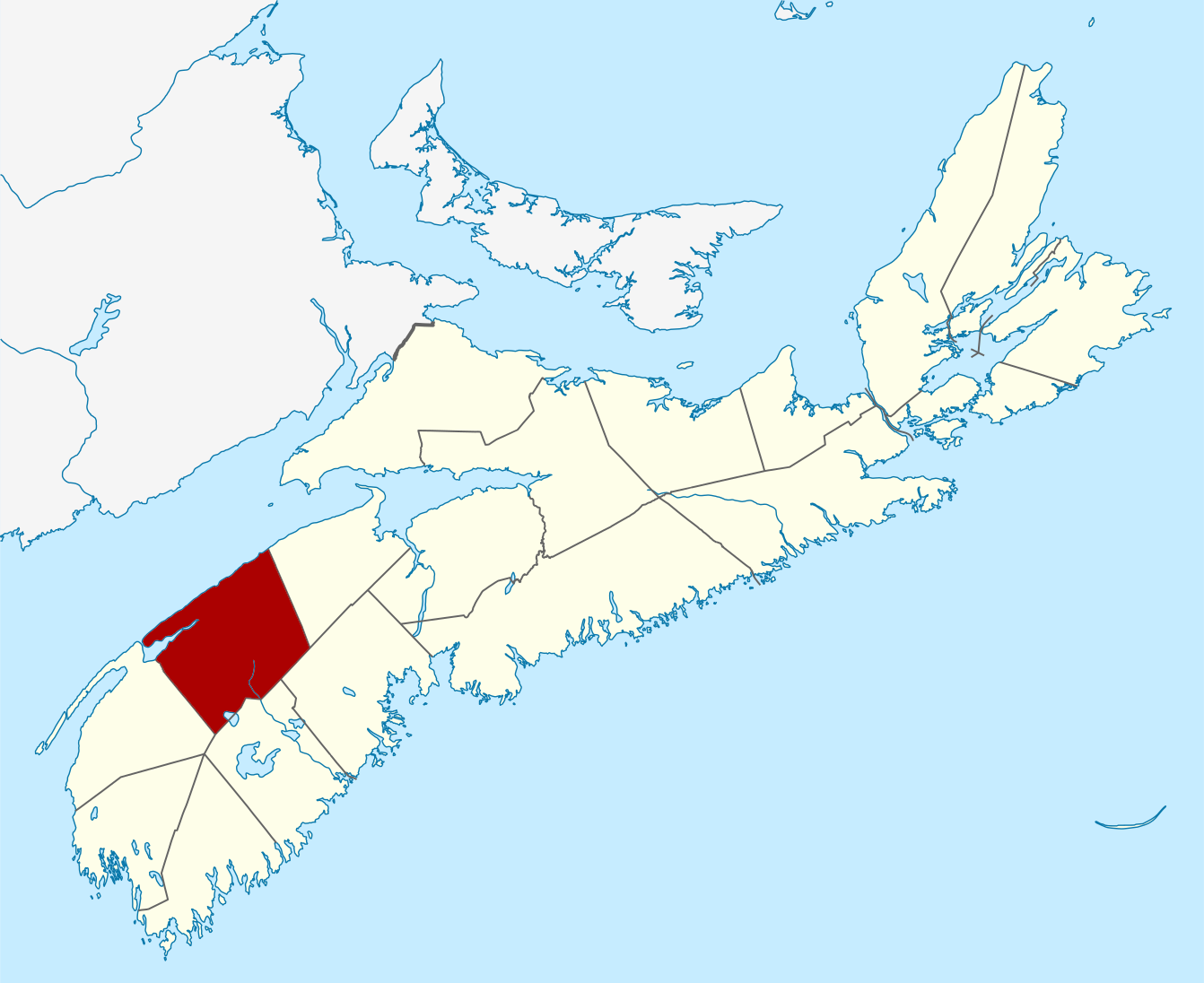

安纳波利斯县（英語：Annapolis County）是加拿大新斯科舍省的一个县，位于芬迪湾南岸。该县总面积3184.97 km2（1,229.7 sq mi），总人口21,438，平均人口密度6.7/km2（17.4/sq mi）。该县成立于1879年。行政中心位于安纳波利斯罗亚尔。